# George Simion
George-Nicolae Simion (ur. 21 września 1986 w Fokszanach) – rumuński polityk, deputowany, współzałożyciel i lider Sojuszu na rzecz Jedności Rumunów (AUR).

## Życiorys
Absolwent szkoły średniej w Bukareszcie (2005) oraz wydziału administracji i biznesu Uniwersytetu Bukareszteńskiego (2008). W 2010 ukończył studia magisterskie na Uniwersytecie Aleksandra Jana Cuzy w Jassach. Pracował jako dyrektor do spraw marketingu w przedsiębiorstwie projektowym.
Zaangażowany w różne inicjatywy oraz akcje na rzecz zjednoczenia Rumunii i Mołdawii. Był założycielem organizacji Platforma Unionistă Acţiunea 2012. Jego działania przez mołdawskie władze były oceniane jako prowokacyjne. George Simion był wydalany z Mołdawii, obejmowany zakazem wjazdu i uznawany za persona non grata.
W 2019 współtworzył prawicową partię pod nazwą Sojusz na rzecz Jedności Rumunów. Do 2022 pełnił funkcję współprzewodniczącego (obok Claudiu Târziu), następnie został samodzielnym przewodniczącym tego ugrupowania.
Sojusz w wyborach w 2020 przekroczył próg wyborczy i uzyskał parlamentarną reprezentację, co zostało określone jako zaskoczenie. George Simion został wówczas wybrany w skład Izby Deputowanych. Z powodzeniem ubiegał się o poselską reelekcję w 2024.
W 2024 wystartował jako kandydat AUR w wyborach prezydenckich. W pierwszej turze otrzymał 13,9% głosów, zajmując 4. miejsce spośród 14 zarejestrowanych pretendentów. Kandydował następnie w wyborach prezydenckich w 2025 (rozpisanych na skutek unieważnienia poprzednich wyborów przed drugą turą). Poparcia udzielił mu wówczas Călin Georgescu (który wygrał pierwszą turę poprzednich wyborów i który w 2025 nie został zarejestrowany). George Simion w pierwszej turze głosowania zajął pierwsze miejsce z wynikiem blisko 41,0% głosów, przechodząc do drugiej tury wraz z Nicușorem Danem. W drugiej turze z wynikiem 46,4% przegrał ze swoim konkurentem.